# Belle Glade (Florida)
Belle Glade város az USA Florida államában, Palm Beach megyében. Lakosainak száma 16 698 fő (2020. április 1.).

## Népesség
A település népességének változása:

| 2010 | 17 467 |
| 2020 | 16 698 |